# 金华世贸中心
金华世贸中心是浙江省金华市計劃之商业楼盘。位于金华市李渔路888号，是浙江省重点工程。该项目于2008年开工， 2012年仍然处于后续施工装修阶段。。
- 未到交付条件 天虹商场金华世贸中心广场项目终止 （页面存档备份，存于）
- “最牛违建”——浙江金华世贸中心羞辱行政公信力  （页面存档备份，存于）
- 金华世贸中心建造四年仍未交付 （页面存档备份，存于）